# Бунарче
Бунарче (мкд. Бунарче) је насеље у Северној Македонији, у јужном делу државе. Бунарче је насеље у оквиру општине Кавадарци.

## Географија
Бунарче је смештено у јужном делу Северне Македоније. Од најближег већег града, Кавадараца, насеље је удаљено 30 km јужно.
Насеље Бунарче се налази у планинској области Витачево, која је у овом делу прелази из брдског дела у планински кам југу. Јужно од насеља уздиже се планина Кожуф, а западно планина Козјак. Насеље је положено на приближно 730 метара надморске висине. 
Месна клима је планинска због знатне надморске висине.

## Становништво
Бунарче је према последњем попису из 2002. године имало 2 становника.
Већинско становништво у насељу су етнички Македонци (100%).
Претежна вероисповест месног становништва је православље.